# كيلي جو فيلبس
كيلي جو فيلبس (بالإنجليزية: Kelly Joe Phelps)‏ هو عازف قيثارة ومغن مؤلف أمريكي، ولد في 5 أكتوبر 1959 في سومنر في الولايات المتحدة.

## وصلات خارجية
- الموقع الرسمي
- كيلي جو فيلبس على موقع IMDb (الإنجليزية)
- كيلي جو فيلبس على موقع ميوزك برينز (الإنجليزية)
- كيلي جو فيلبس على موقع أول ميوزيك (الإنجليزية)
- كيلي جو فيلبس على موقع ديسكوغز (الإنجليزية)